# Durqan
Durqan är en ort i Azerbajdzjan.   Den ligger i distriktet Lerik Rayonu, i den södra delen av landet, 210 km sydväst om huvudstaden Baku. Durqan ligger 800 meter över havet och antalet invånare är 441.
Terrängen runt Durqan är huvudsakligen kuperad, men åt sydväst är den bergig. Närmaste större samhälle är Lerik, 7,6 km söder om Durqan. 
Trakten runt Durqan består i huvudsak av gräsmarker. Runt Durqan är det ganska tätbefolkat, med 60 invånare per kvadratkilometer.